# Acioa
Acioa – rodzaj roślin z rodziny złotośliwowatych (Chrysobalanaceae). Obejmuje 4 gatunki występujące w tropikach Ameryki Południowej.

## Systematyka
Pozycja według APweb (aktualizowany system APG III z 2009)
Rodzaj z rodziny złotośliwowatych (Chrysobalanaceae) należącej do rzędu malpigiowców (Malpighiales) z dwuliściennych właściwych.
Wykaz gatunków
- Acioa edulis Prance
- Acioa guianensis Aubl.
- Acioa schultesii Maguire
- Acioa somnolens Maguire